# Деодору (Ріо-де-Жанейро)
Деодо́ру або Деодо́ро (порт. Deodoro) — район у західній частині Ріо-де-Жанейро. Межує з такими районами, як Віла Мілітар, Кампо-дос-Афондос, Маршал Гермес, Гуадалупе та Рікардо-де-Альбукерке. Населення — 10 842 (у 2010 р.)
Район перетнутий лінією залізниці, у ньому розташований один з найбільших вокзалів міста — Деодору, відкритий 1859 року. Вокзал, який первісно звався "Сапопенба" (Sapopemba), надалі перейменований на честь першого президента Бразильської республіки, маршала Мануела Деодору да Фонсека. Вокзал дав своє ім'я кварталу.
Є районом середнього класу, його ІЛР в 2000 році оцінювали в 0,856. Числиться на 50-му місці за розвитком серед кварталів Ріо-де-Жанейро.

## Олімпіада 2016
Для літніх Олімпійських ігор 2016 і літніх Паралімпійських ігор у районі збудовано чи модернізовано дев'ять спортивних споруд:
- Водний центр Деодору
- Стадіон Деодору
- Національний центр кінного спорту
- Національний стрілецький центр
- Олімпійський центр BMX
- Олімпійський хокейний центр
- Олімпійський центр гірського велоспорту
- Олімпійський слаломний стадіон
- Арена Молодості